# نوع‌دوستی متقابل در انسان
نوع‌دوستی (یا دیگردوستی) متقابل در انسان‌ها Reciprocal altruism in humans، به رفتار فردی اشاره دارد که مشروط به دریافت سود برگشتی منفعت می‌دهد، که از مفهوم اقتصادی - «سود در تجارت» استفاده می‌کند. نوع دوستی متقابل انسانی شامل رفتارهای زیر می‌شود (اما محدود به آن نمی‌شود): کمک به بیماران، زخمی‌ها و دیگران در هنگام بحران. اشتراک‌گذاری غذا، اجرا و دانش.